# Maggioranza bulgara
Per maggioranza bulgara nel linguaggio giornalistico italiano si intende una maggioranza schiacciante di consensi non sostenuta però da un libero dibattito oppure come conseguenza di palesi elezioni farsa, cioè elezioni il cui risultato ha evidenti discrepanze dal volere popolare.
L'espressione deriva dalla situazione politica della Repubblica Popolare di Bulgaria (1946-1990), il più fedele alleato dell'Unione Sovietica, in cui il dibattito interno era inesistente. Il termine ha spesso una forte carica negativa ed è talvolta usato in senso ironico. L'espressione è usata con lo stesso significato anche fuori dal campo strettamente politico.
L'influsso della locuzione "maggioranza bulgara" sui successivi usi dell'aggettivo "bulgaro" è stata affermata anche dalla Treccani a proposito di editto bulgaro.